# Euphydryas
Euphydryas är ett släkte av fjärilar som beskrevs av Samuel Hubbard Scudder 1872. Euphydryas ingår i familjen praktfjärilar.
Arter enligt Catalogue of Life och Dyntaxa:
- väddnätfjäril
- Euphydryas borealis
- Euphydryas cynthia
- lappnätfjäril
- Euphydryas magnifica
- asknätfjäril
- Euphydryas ozarkae
- Euphydryas phaetana
- Euphydryas phaethusa
- Euphydryas phaeton
- Euphydryas phaetontea
- Euphydryas schausi
- Euphydryas streckeri
- Euphydryas superba

## Bildgalleri

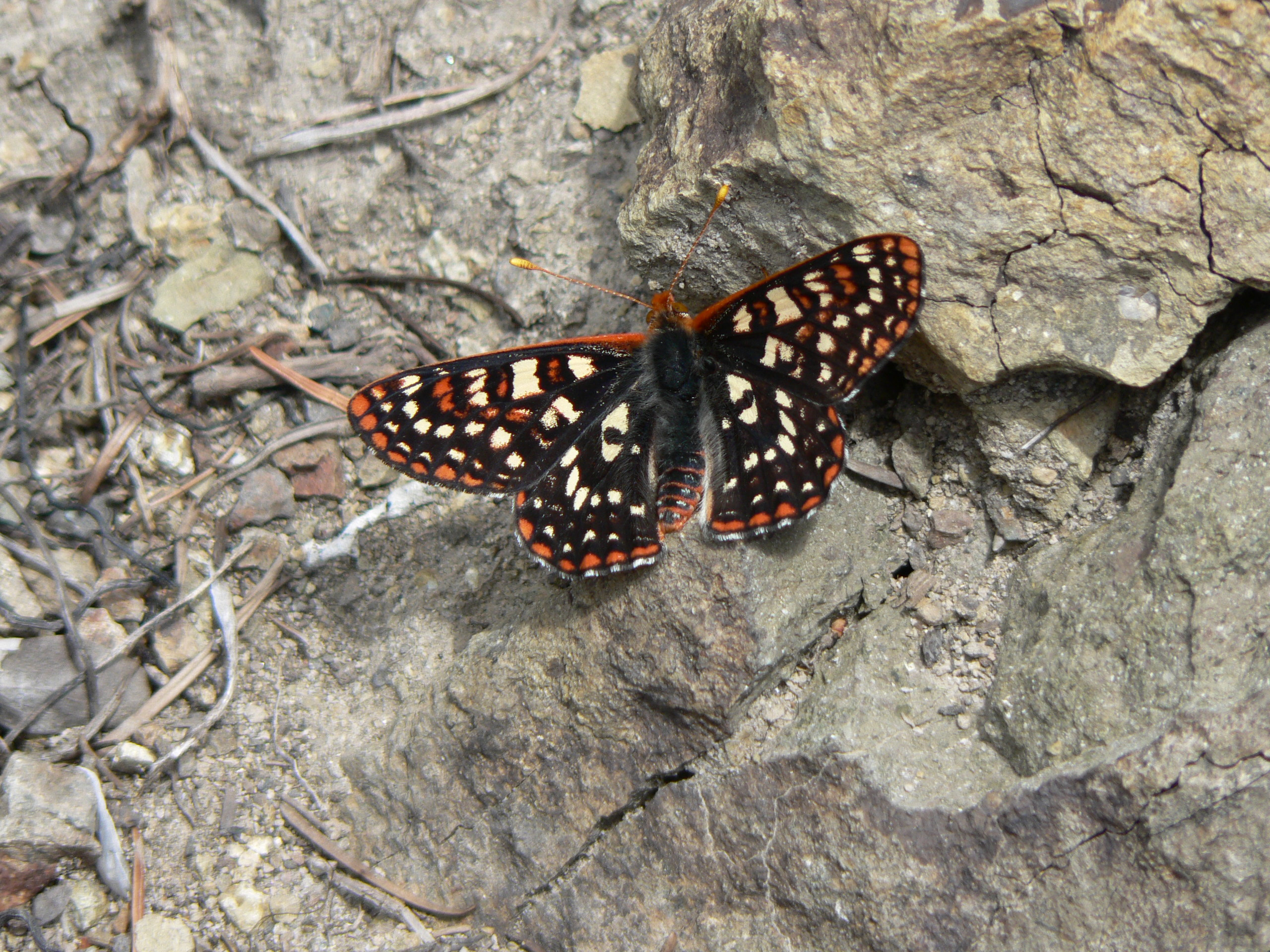
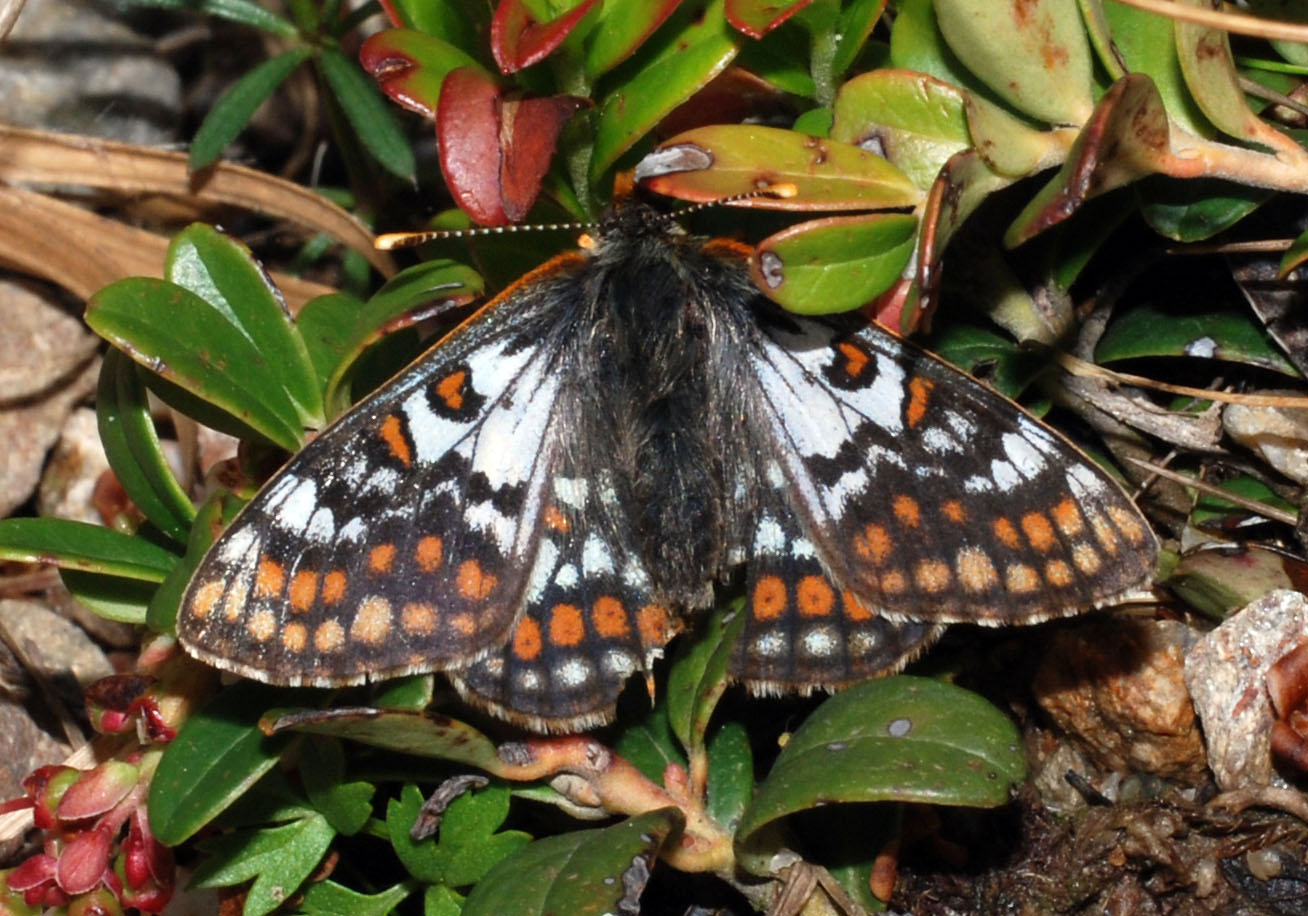
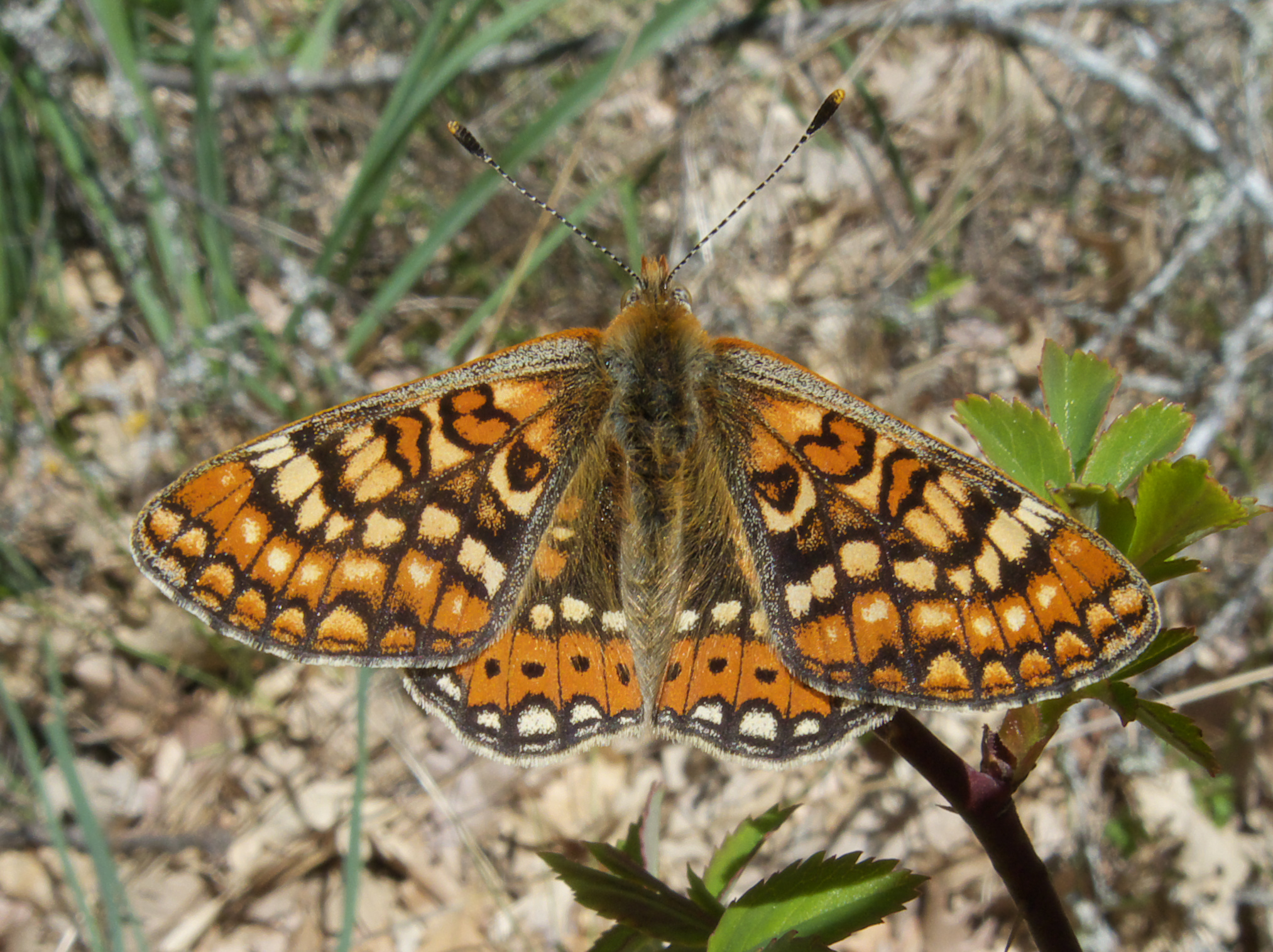
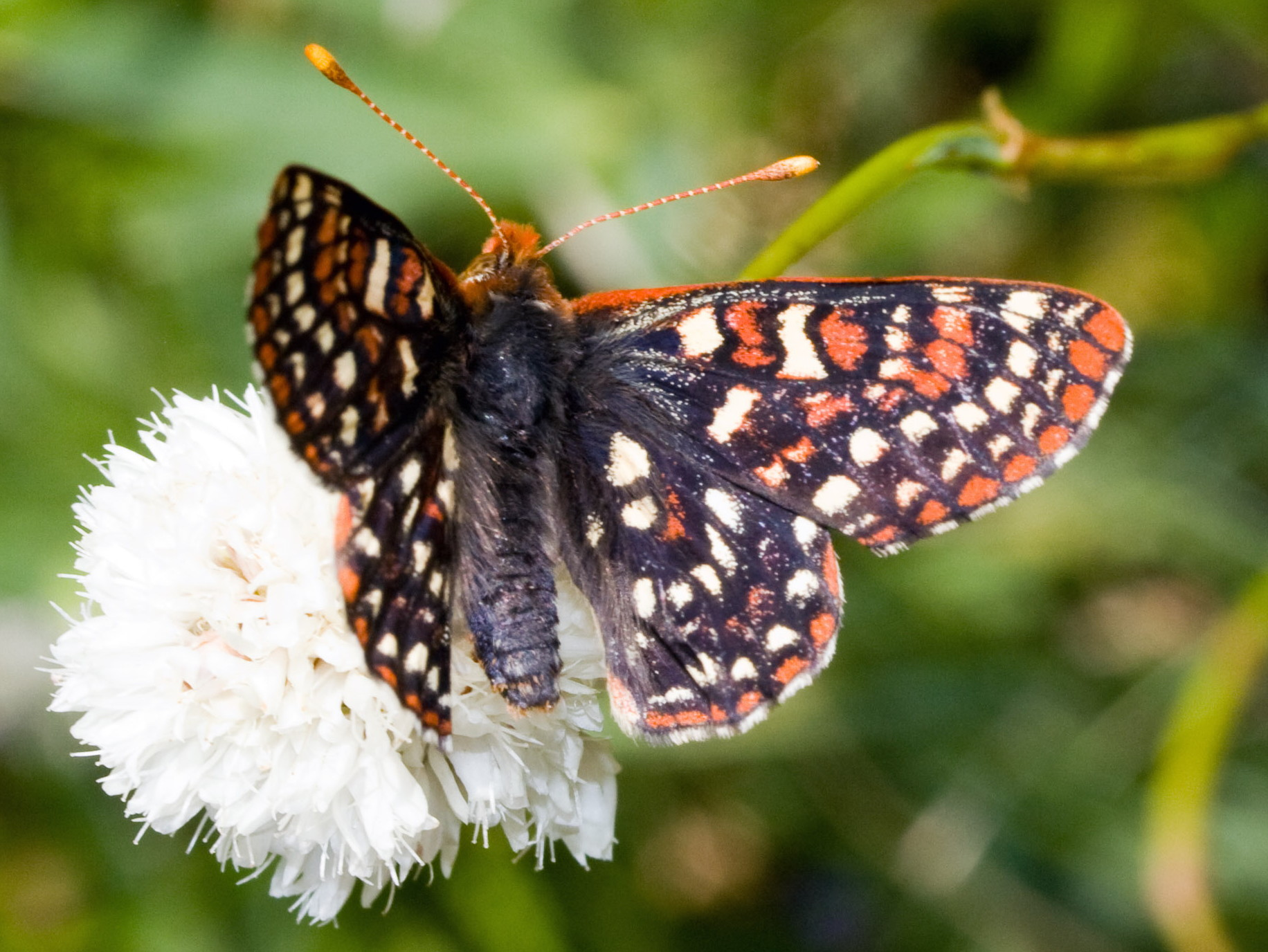
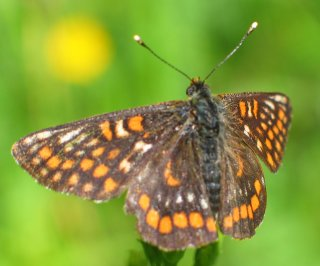